# Nová Ves v Horách
Nová Ves v Horách är en ort i Tjeckien.   Den ligger i distriktet Most och regionen Ústí nad Labem, i den nordvästra delen av landet, 90 km nordväst om huvudstaden Prag. Nová Ves v Horách ligger 730 meter över havet och antalet invånare är 437.